# Bisschoppelijk College Sittard
Het Bisschoppelijk College Sittard, oftewel Bisschoppelijk College Sint Jozef of  ’t Kleesj, is een gebouw in Sittard in de Nederlands Zuid-Limburgse gemeente Sittard-Geleen. Het bouwwerk staat aan de Parklaan op de hoek met de Engelenkampstraat.
Achter het gebouw staat de Koningin des Hemelskapel.

## Geschiedenis
In 1908 werd het gebouw in een historiserende stijl met neogotische invloeden gebouwd naar het ontwerp van architect Nic. Ramakers. In het gebouw waren in eerste instantie een lagere school en de vooropleiding voor het seminarie gevestigd.
In 1925 en 1929 werd het gebouw met een vleugel in expressionistische stijl en een extra bouwlaag uitgebreid naar het ontwerp van architect Jos Wielders. Later werd het gebouw met een L-vormige vleugel verder uitgebreid.
In 1987 werden de meeste uitbreidingen gesloopt. In 1988 vertrokken de docenten en leerlingen van de school uit het gebouw om aan de Bradleystraat 25 in te trekken in een nieuw schoolgebouw, dat in 1998 met het Serviam Lyceum fuseerde tot de Trevianum Scholengroep. Deze nieuwe school bleef aan de Bradleystraat gevestigd.
In 2009 kwam na het vertrek van Gilde Opleidingen het gebouw leeg te staan. Na jaren van leegstand werd het door de in Geleen geboren architect Iwan Povse verbouwd tot ‘’Grand Hotel’’, waarbij de oude schoolfunctie zichtbaar bleef. Het hotel werd in december 2021 geopend.